# Битва при Колле
Битва при Ко́лле (фин. Kollaan taistelu) — боевые действия между СССР и Финляндией в ходе Советско-финляндской войны 1939—1940 годов, длившиеся с 7 декабря 1939 года по 13 марта 1940 года на территории современной Ладожской Карелии у реки Колласйоки и озера Колласъярви.

## Предшествующие события
30 ноября 1939 г. Красная Армия перешла в наступление на нескольких направлениях сухопутной границы от Баренцева моря до Финского залива. Главным театром военных действий являлся Карельский перешеек, где оба государства до начала боевых действий сосредоточили большую часть своих военных сил. Вторым по значению направлением стал район между Суоярви и Ладожским озером, где действовали вторые по количеству силы. Восточнее Ладожского озера была развернута 8-я армия под командованием комдива И. Н. Хабарова, который из за неудачного командования с 13.12.1939 г. был заменён на командарма 2-го ранга Г. М. Штерна. Ей предстояло в обход Ладожского озера выйти в тыл линии Маннергейма. На этом направлении советским войскам противодействовал 4-й армейский корпус (командир - генерал-майор Ю. Хейсканен, а с 4.12.1939 г. - генерал-майор Й. В. Хегглунд), состоявший из двух пехотных дивизий (командир 13-й - полковник Х. Ханнуксела и 12-й - полковник Л. Тиайнен). На северном фланге корпуса действовала отдельная оперативная группа Т - под командованием полковника П. Талвела (произведён в генерал-майоры 18.12.1939 г.), подчиненная непосредственно Маннергейму. 
Штаб 8-й армии и армейский узел связи располагалось в Петрозаводске. Тыловые части и армейские учреждения базировались на станциях Петрозаводск и Лодейное Поле Кировской железной дороги. Эвакуация раненых и больных предусматривалась на полевой эвакопункт №24. В количественном отношении группировка ВВС 8-й, 9-й и 14-й армий в начале боевых действий была в 7 раз меньше группировки ВВС, действовавшей на Карельском перешейке. В составе 8-й армии в конце декабря находилась одна эскадрилья на самолётах ТБ-3, лётный состав которой был подготовлен к боевым действиям ночью.
Финское противодействие опиралось на хорошо подготовленный рубеж по линии: Толвоярви - станция Лоймола - Кителя - река Уксунйоки. Между укрепленным оборонительным рубежом и государственной границей была создана полоса заграждений, с многочисленными полевыми укреплениями. Как и на Карельском перешейке, здесь имелись проволочные заграждения, противотанковые рвы, завалы и минные поля, но отсутствовали железобетонные ДОТы. Особенно густая сеть минных полей и фугасов была в районе дорог. Финские войска при отступлении уничтожали деревни и хутора, а население эвакуировалось в тыл. Это лишало наступающие советские войска укрытий от холода и теплой ночевки.
В самом центре наступления 8-й армии находилась 56-я стрелковая дивизия (командир - комбриг М. С. Евстигнеев) 56-го корпуса (командир - комдив И. Н. Черепанов). Численность 56-й стрелковой дивизии, наступавшей на направлении Хюрсюля - Сувилахти - Лоймола, 30 ноября 1939 г. составляла 15 876 человек. На ее вооружении было больше артиллерии и автоматического оружия, чем у других стрелковых дивизий 8-й армии. В дивизионной и приданной артиллерии насчитывалось 138 орудий. Ручных пулеметов имелось 559, станковых - 179. Легких танков было в общей сложности почти 100: в танковом батальоне дивизии (410 отб) - 22 Т-37 и 14 Т-26, в приданных двух ротах отдельного танкового батальона (111 отб) - 54 Т-26. Этот тип танка в наибольшей степени подходил для действий на финском театре военных действий. По оценке штаба 56-й дивизии, ей противостояла финская дивизия численностью до 15 000 человек, на вооружении которой было 272 ручных пулеметов, 118 станковых пулеметов, 14 минометов и 36 орудий различного калибра. 
После захвата Суоярви 56-я дивизия отделилась от соседней 139-й стрелковой дивизии и продолжила наступление на запад, вдоль шоссейной и железной дороги Суоярви - Лоймола - Вяртсиля - Йоэнсуу. 34-й полк финской армии после потери Суоярви 3 декабря получил приказ отступить на линию реки Колласйоки, занять позиции на её западном берегу и укрепить их. Финский фронт у железной дороги был всего около трех километров шириной. Севернее и южнее фронта начиналась тайга. Фронт у Коллайоки держали второй и третий батальон 34-го пехотного полка при поддержке первого дивизиона 12-го артполка и бронепоезда №1. Остальные части 12-й дивизии стояли в резерве, готовые выдвинуться на угрожаемый участок фронта.
Штаб 12-й пехотной дивизии находился в Лоймола недалеко от главного участка своей обороны на рубеже Колласйоки.

## Боевые действия в декабре

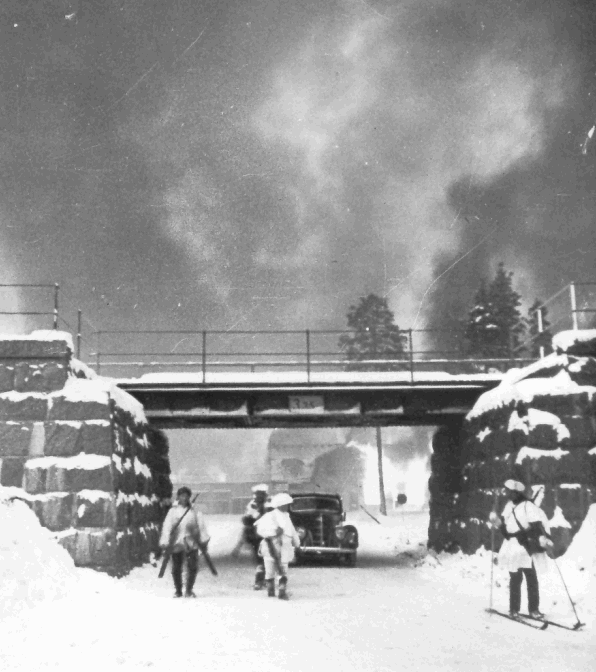
Финские войска отступают из Сувилахти

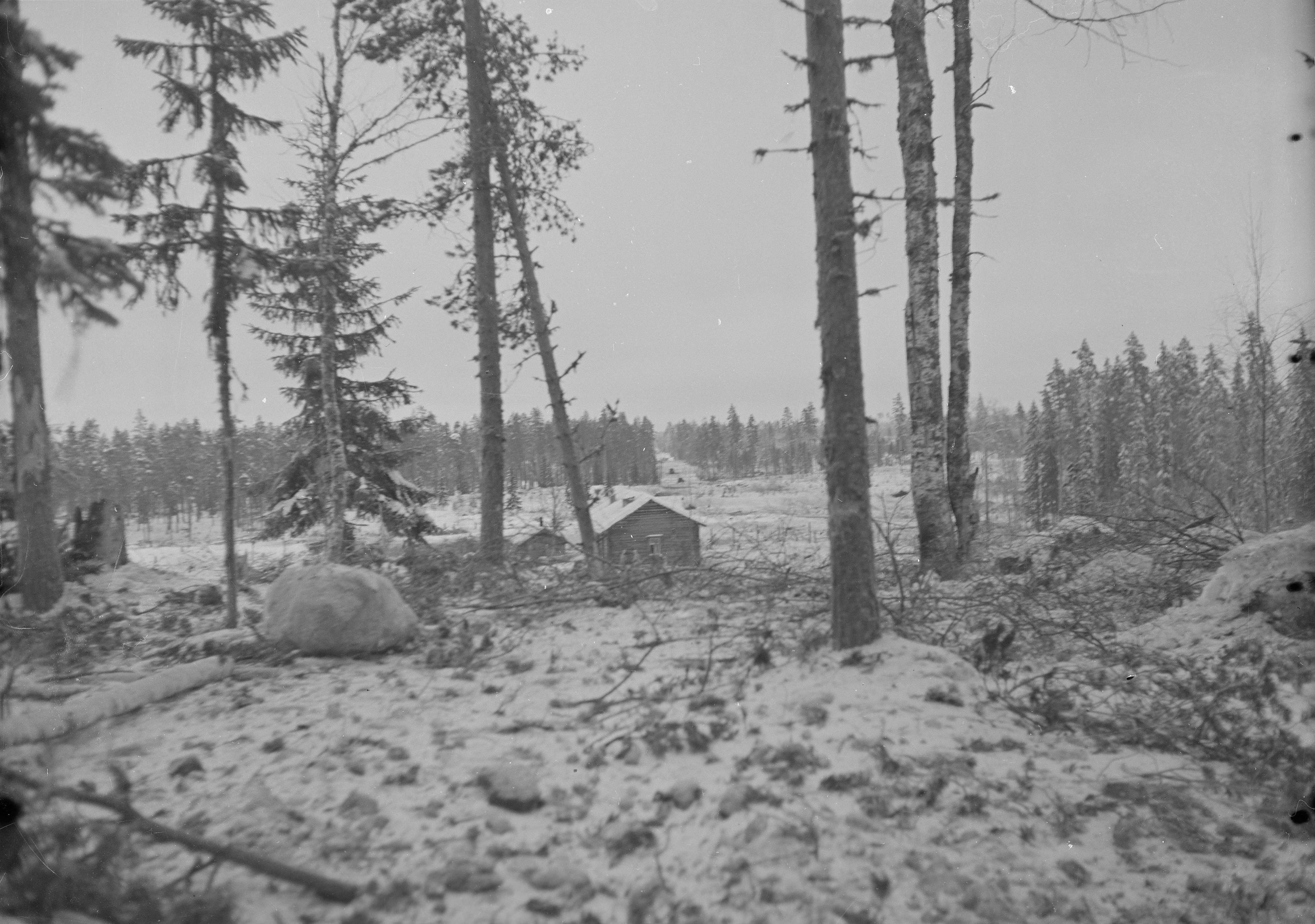
Вид на шоссейную дорогу

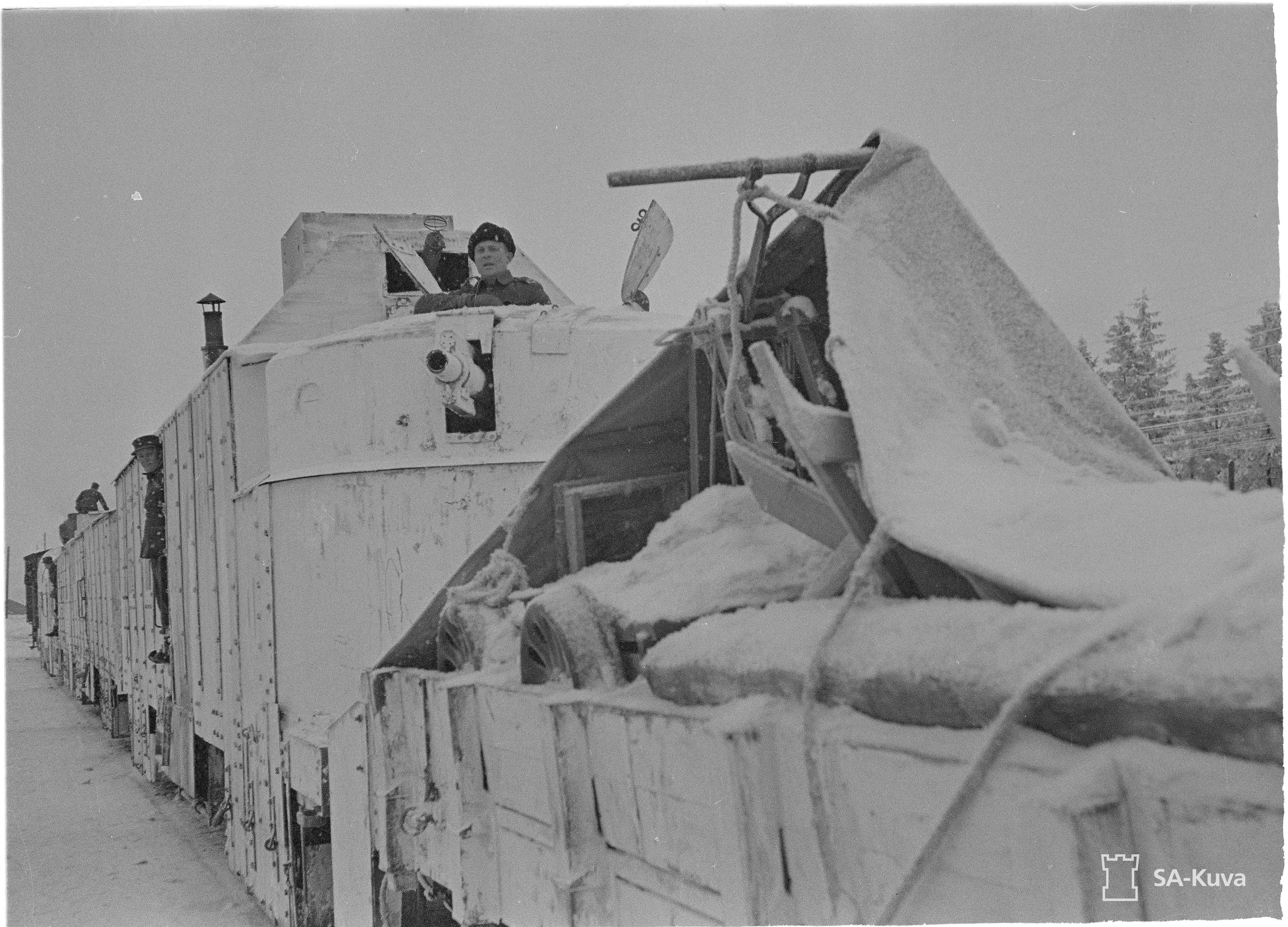
Бронепоезд №1

Начавшееся 7 декабря наступление было остановлено перед оборонительным рубежом финнов. После боя, продолжавшегося два дня, два батальона 37-го стрелкового полка 56-й стрелковой дивизии оставили занимаемые позиции, отойдя без разрешения командования. Этот полк был сменен на передовой линии 213-м стрелковым полком, который получил 10 декабря приказ продолжать наступление на Лоймола. Тем же приказом два батальона 184-го стрелкового полка должны были находиться в готовности к обходу в направлении хутора Курикка и, затем Лоймола. Финны отразили наступление 213-го полка, после чего линия фронта установилась по р. Колласйоки. При наступлении дивизия несла значительные потери от флангового и отсечного огня финнов, так как вся местность была пристреляна. В 56-й стрелковой дивизии до 70% красноармейцев и младших командиров пошли в бой в совершенно негодной обуви, что привело к массовому обморожению. После каждого боя количество обмороженных превышало в 2-3 раза количество раненых и убитых.
8 декабря из финских войск, действовавших на рубеже обороны Колласйоки, был сформирован боевой отряд «Тейттинен». В него входили два из трех пехотных полков 12-й дивизии (34 пп и 35 пп), каждый без 1-го батальона.
После 8 декабря 56-я дивизия продолжала атаки в направлении шоссейной дороги при поддержке танков. Ежедневные атаки предпринимались и в направлении железной дороги. В боях 7-9 декабря в результате отсутствия сапёрной разведки на пути движения танков дивизия потеряла 13 боевых машин. Наступающие по дороге колонной танки становились лёгкой добычей финских противотанковых орудий и хорошо пристрелявшейся финской артиллерии. Особенности местности не позволяли использовать танки на флангах.
В период с 12 по 17 декабря 1939 года было предпринято несколько попыток обхода финских позиций южнее и севернее шоссе. Финны предполагали возможность проведения такого манёвра и патрулировали тайгу на большом удалении от своей линии фронта. Им удалось вовремя заметить обход с флангов и ликвидировать опасность. Финская группировка у Колласйоки была усилена: прибыл 35-й пехотный полк в полном составе, батальон 36-го пехотного полка, 3-й дивизион 12-го артполка, самокатная рота 12-го легкого отряда.
14 декабря 6-я рота 34-го пехотного полка финнов под командованием лейтенанта Юйутилайнена совершила вылазку на восточный берег реки. В 37-м полку дивизии началась паника, стрелки отошли, оставив полковую и противотанковую артиллерию без прикрытия. В контратаку без разведки был брошен один взвод Т-26 из 111-го отдельного танкового батальона. Танки оказались на незнакомой местности без пехотного прикрытия. Попав в противотанковый ров, взвод оказался под огнём финских противотанковых пушек и погиб в полном составе. Финны, отошедшие на исходные позиции после боя, заявили об уничтожении 5 советских танков и взяли в качестве трофеев 2 советские противотанковые пушки.
К 18 декабря части 56-й стрелковой дивизии перешли к обороне. Финны решили начать контрнаступление с целью окружения основных сил. Кольцо должно было замкнуться в районе станции Няянтяоя, в 5 км в советском тылу. 20 декабря финны нанесли одновременные удары в районе Няянтяоя с юга и севера силами двух батальонов и начали фронтальное наступление на реке Колласйоки, но оно было отбито. Повтор операции 21 декабря также не дал никаких результатов. В результате финнам пришлось перейти к обороне на реке Колласйоки, расширив фронт на север до северной оконечности озера Колласъярви. В группе Тейттинена, державшей фронт, осталось 4 батальона, 2 дивизиона и бронепоезд. 24 и 25 декабря части 56-й дивизии вновь атаковали позиции группы Тейттинена, но не смогли одержать верх. Линия фронта стабилизировалась, и на этом участке фронта установилось относительное затишье до марта 1940 года.
За декабрь 56-я стрелковая дивизия потеряла 2822 человека, в том числе 678 убитыми, 2086 ранеными, 58 пропали без вести.  В период затишья на фронте проводилась боевая подготовка, войска овладевали лыжами, получали бронещетки, новое оружие, отрабатывались действия взвода-роты в лесисто-озерной местности. Поступило пополнение, значительное количество красноармейцев было с Алтая и Сибири.

## Боевые действия в марте

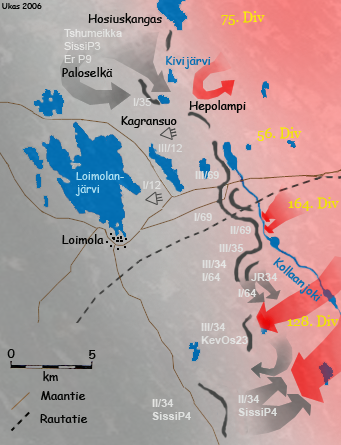
Расположение сил на начало марта

Следующие наступление на Лоймольском направлении началось в марте. В общей сложности для наступления на Лоймолу были сосредоточены 6 дивизий. В первом эшелоне должны были атаковать 4 дивизии. Главный удар наносил 1-й стрелковый корпус комдива Д. Т. Козлова, его три дивизии - 75-я, 56-я и 164-я стрелковая наносили удар вдоль дорог на Лоймола и по обе стороны от неё. На левом фланге 8-й армии наступал 14-й стрелковый корпус комдива В. Г. Воронцова. Его 128-я мотострелковая дивизия наступала в первом эшелоне. В армейском резерве находилась 24-я моторизованная кавалерийская дивизия. Прибывала 87-я стрелковая дивизия.
Наступление намечалось проводить одновременным мощным натиском четырех стрелковых дивизий. Это позволяло избежать окружения наступающих частей фланговыми ударами финских войск. Для парирования возможных фланговых ударов предназначалась 24-я моторизованная кавалерийская дивизия. Танки на фронте применялись ограниченно в связи с непроходимостью местности.
10 марта оборона финнов на рубеже Колласйоки начала ослабевать и финские войска стали готовиться к отступлению. Несмотря на это, полковник Свенссон решил вернуть оставленные позиции, перейдя в контрнаступление, которое так и не началось, так как утром 13 марта стало известно о мирном договоре. Финны сумели сдержать фронтальное наступление и продержались до конца войны. Бои на реке Колласйоки стали символом стойкости финских войск в советско-финской войне.
Десятки бойцов и командиров Красной Армии удостоены правительственных наград. По 37-му стрелковому полку есть следующие данные: посмертно присвоено звание Героя Советского Союза командиру батальона Парфенову Виктору Петровичу и красноармейцу Иванову Василию Ивановичу; командир полка Васильев Николай Васильевич и красноармеец Картин Степан Григорьевич награждены орденом Ленина; Орденом Красного Знамени - 22 человека, Красной Звезды - 24, медалью «За Отвагу» - 31, «За боевые заслуги» - 20.

## Потери
Финский 4-й армейский корпус, противостоявший 8-й армии, понёс значительные потери - 13948 человек, из них 4297 убитыми и пропавшими без вести. Потери 8-й армии и выделенной из неё 15-й армии были значительно больше. За период боевых действий с 30 ноября 1939 года по 13 марта 1940 года общие потери этих армий составили 94674 человека, из них 31136 убитыми, умершими от ран, пропавшими без вести. Соотношение общих и безвозвратных потерь 5,3:1 в пользу финнов.
Общие потери 56-й дивизии за весь период боевых действий составили 2016 убитых, 6928 раненых и 522 пропавших без вести. Значительные потери дивизия понесла обмороженными - 1993 человека.

## Память
Сохранившиеся остатки оборонительных сооружений объединены в военно-мемориальный комплекс «Колласъярви». На территории комплекса, расположенного около посёлка Лоймола в 30 км западнее Суоярви, находится около 60 воинских захоронений. В 1942 году под инициативой лесного управления Финляндии было принято решение открыть доступ к памятным местам «Зимнего сражения», здесь был установлен памятный знак — 18-метровый крест Колла.